# リアクタンス
リアクタンス（英: reactance）とは、交流回路のインダクタ（コイル）やキャパシタ（コンデンサ）における電圧と電流の比である。
複素インピーダンスの虚部に相当し、位相成分の比率を示す。
{\displaystyle V(t)=L{\frac {dI}{dt}}+RI+{\frac {1}{C}}\int Idt}
リアクタンスは電気抵抗と同じ次元を持ち、単位としてはオームが用いられる。リアクタンスはエネルギーを消費しない。誘導抵抗、感応抵抗ともいう。

## 誘導性リアクタンス
インダクタンスに交流電源を接続すると、電源電圧とは逆向きの自己誘導起電力が生じる。このとき、インダクタの電圧電流比（振幅比）は
{\displaystyle X_{L}=\omega L}
(ω:角周波数、L:自己インダクタンス)
と表され擬似的な抵抗と見なせる。この電圧電流比 {\displaystyle X_{L}} を誘導性リアクタンス（inductive reactance）という。
このとき電源電圧の位相はインダクタを流れる電流よりも π/2 rad（90度）進んでいる。
※レジスタンス成分がなく誘導性リアクタンスのみの理想的なコイルに直流電源を接続した場合、上記式の角周波数が0になるため抵抗が0Ω、つまり短絡状態になる。

## 容量性リアクタンス
キャパシタ（コンデンサ）に交流電源を接続すると、電源の電圧が変化するためにコンデンサは充電・放電を繰り返し行い、電圧の変化速度（時間微分）に比例した電流が流れる。このとき、キャパシタの電圧電流比（振幅比）は
{\displaystyle X_{C}={\frac {1}{\omega C}}}
(ω:角周波数、C:静電容量)
と表され擬似的な抵抗と見なせる。この電圧電流比 {\displaystyle X_{C}} を容量性リアクタンス（capacitive reactance）ということがある。
このとき電圧の位相はキャパシタを流れる電流よりも π/2 rad（90度）遅れている。
なお、{\displaystyle X_{C}} の符号を上式のように定める場合、インピーダンスの虚部としてのリアクタンスとは符号が異なることになる。
※直流電源を接続した場合、上記式の角周波数が0になるため容量性リアクタンスは∞Ωとなる。つまり開放状態になり、十分な充電時間経過後の定常状態では電流は 0 である。

## （直列）合成リアクタンス
上記のインダクタと、キャパシタの二つのリアクタンスを合成した物で、合成インピーダンスから抵抗Rを除いた形ととる事もできる。
式としては
{\displaystyle X=X_{L}-X_{C}}
と表される。
{\displaystyle X_{L}} が {\displaystyle X_{C}} より大きければ、電圧の位相が電流より先行し、その逆であれば遅れる。
リアクタンス {\displaystyle X} がプラスの場合 誘導性リアクタンス、マイナスの場合 容量性リアクタンス と言うことがある。